# Enicospilus lineatus
Enicospilus lineatus är en stekelart som först beskrevs av Cameron 1883.  Enicospilus lineatus ingår i släktet Enicospilus och familjen brokparasitsteklar. Inga underarter finns listade i Catalogue of Life.